# Bruseljska mestna hiša
Mestna hiša (francosko Hôtel de Ville, nizozemsko Stadhuis) mesta Bruselj je gotska stavba iz srednjega veka na znamenitem Velikem trgu (Grand Place) v Bruslju v Belgiji nasproti Muzeja mesta Bruselj.
To je edina preostala srednjeveška zgradba na Velikem trgu in velja za mojstrovino posvetne gotske arhitekture in še posebej brabantske gotike.

## Zgodovina

### Gotska mestna hiša
Najstarejši del današnje mestne hiše je vzhodno krilo (desno ob sprednji strani). Skupaj s krajšim zvonikom je bilo zgrajeno in dokončano leta 1420 pod vodstvom Jacoba van Thienena. Sprva širitev stavbe ni bila predvidena. Ko pa so bili v patricijsko mestno upravo sprejeti obrtniški cehi, so želeli zagotoviti več prostora za stavbo. Posledično je bilo obstoječi strukturi prizidano drugo, nekoliko daljše krilo. Charles Bold je leta 1444 položil temeljni kamen. To levo krilo je zgradil Guillaume (Willem) de Voghel, ki je leta 1452 zgradil Slavnostno ali Prestolno dvorano (Magna Aula) pri Coudenbergu.
Fasada je okrašena s številnimi kipi, ki predstavljajo plemiče, svetnike in alegorične figure. Sedanje skulpture so reprodukcije; starejše so v Mestnem muzeju v Kraljevi hiši čez Veliki trg.
Stolp z višino 96 metrov v brabantskem gotskem slogu je zgrajen po načrtu Jana van Ruysbroeka, dvornega arhitekta Filipa Dobrega. Do leta 1454 je bil ta stolp, ki je nadomeščal starejši zvonik, končan. Nad streho Mestne hiše se kvadratni stolp zoži do bogate zgornje osmerokotne konice. Na vrhu je postavljen kovinski kip nadangela Mihaela, zaščitnika Bruslja, ki je ubil zmaja ali hudiča. Stolp, njegov sprednji lok, in pročelje glavne stavbe sta vidna zunaj središča glede na preostali del. Po legendi je arhitekt, ko je odkril to "napako", skočil v smrt s stolpa. Verjetneje je asimetrija mestne hiše posledica razpršene gradnje v zgodovini in prostorskih omejitev.

### Klasična krila
Ko je francoska vojska, ki jo je vodil vojvoda François Villeroi, leta 1695 bombardirala Bruselj, je nastali ogenj popolnoma opustošil mestno hišo, uničil arhive in umetniške zbirke. Notranjost je bila kmalu obnovljena in dodani sta bili dve zadnji krili v klasičnem slogu (slog Ludvika XIV.), kar je spremenilo zgradbo v L-obliko ali sedanjo konfiguracijo: štirikotnik z notranjim dvoriščem, ki ga je leta 1712 dopolnil Corneille van Nerven.
- Severovzhodno pročelje notranjega dvorišča
- Južno pročelje dvorišča
- Šelda, Pierre-Denis Plumier

### Obnova v 19. stoletju
Mestna hiša je bila v 19. stoletju večkrat obnovljena, najprej leta 1840 pod vodstvom Tilmana-Françoisa Suysa. Gotsko notranjost je kasneje leta 1868 spremenil Victor Jamar v slogu mentorja Violleta-le-Duca. V tem času je bila narejena večina kipov mestne hiše. Notranje dvorane so ponovno napolnili s tapiserijami, slikami in skulpturami, ki v glavnem predstavljajo predmete, pomembne v lokalni in regionalni zgodovini.

### Sodobno obdobje
Mestne hiše niso uporabljale le občinske mestne oblasti, ampak do leta 1795 tudi država Brabant. Leta 1830 se je med poskusom tretje francoske revolucije tukaj sestala začasna vlada, kar je povzročilo ločitev  južne Nizozemske od severne Nizozemske in oblikovanje današnje Belgije.
Ob začetku prve svetovne vojne je bila mestna hiša, ko so begunci preplavili Bruselj, začasna bolnišnica. 20. avgusta 1914 je nemška vojska zasedla Veliki trg in na levi strani mestne hiše izobesila nemško zastavo.
Mestna hiša je od 9. marca 1936 zgodovinski spomenik. Je na Unescovem seznamu svetovne dediščine kot del Velikega trga.

## Arhitektura

### Gotska stavba

#### Stolp
Stolp ni nikoli imel vloge zvonika, kar pojasnjujeta njegova struktura in okrasje. Ne omogoča teže zvonov in ima le uro. Stolp je sestavljen iz dveh zelo različnih delov, vendar pa je usklajena celota: baza sega v prvo fazo gradnje in konico stolpa je Jan van Ruysbroeck zgradil skoraj pol stoletja pozneje.
Baza je prebodena z obokanim portalom, okni v prvem nadstropju, kipi in okni v drugem nadstropju. Ta kvadratni stolp se nato podaljša za dve nadstropji s paroma obokanih (oslovski hrbet) oken, ki gledajo na Veliki trg.
Sledi osmerokoten svetlobni stolp, ki je na svojem podstavku pritrjen s štirimi obroči stolpičev, prav tako osmerokotnih. Ima tri stopnje prevotljenih elegantnih lancetnih oken z loki, ograjami in grimasami ter se konča z izjemno prevotljeno konico s pozlato in kipom svetega Mihaela, ki ubija zmaja.

### Kip svetega Mihaela
Na vrhu zvonika je kip svetega Mihaela, zaščitnika mesta Bruselj, ki je ubil zmaja. Kip je naredil Martin van Rode. Na stolp je bil postavljen leta 1454.
Narejen je iz kovinskih plošč. Zdi se nerodno in slabo proporcionalen, vendar te pomanjkljivosti izginejo, ko jih gledamo s trga, od koder se zdi povsem skladen.

#### Portal
Podnožje stolpa je prebodeno s portalom, obokanim z lokom, oslovski hrbet, ki ga izpolnjuje timpanon, ki prikazuje svetega Mihaela, obdanega s svetim Sebastijanom, svetim Krištofom, svetim Jurijem in svetim Gagerikom, ki je po legendi postavil kapelo, prvo v mestu Bruselj.
Na obeh straneh tega portala stojijo kipi štirih glavnih vrlin: Prudentia (preudarnost) in Justitia (pravičnost) na levi, Fortitudo (pogum) in Temperantia (zmernost) na desni.
Kipi vrline podpirajo zelo izrazite zgodovinske konzole (culs-de-lampe).
Timpanon, kipi in konzole niso gotski, temveč so bili obnovljeni v 19. stoletju.
- Preudarnost
- Portal
- Sveti Mihael
- Sveti Gagerik

#### Glavna fasada
Glavno pročelje mestne hiše sestavljajo asimetrični krili, stolpa in vogalni stolpiči.
Vsako krilo je sestavljeno iz arkade v pritličju, balkona, dveh nadstropij, prebodenih z velikimi okni z okenskimi križi, prekrito je z visoko strmo streho s številnimi frčadami.
Fasado krasijo številni kipi brabantskih vojvod in vojvodinj. Vsak kip stoji na okrašeni konzoli in pod fino izklesano kamnito krošnjo s piramidasto kamnito konico, okrašeno z listi, na kateri je cvet.
Krili sta asimetrični:
- levo krilo (najstarejše) sestavlja deset obokov, desno krilo jih ima le sedem;
- levo krilo ima enajst lokov, desno le šest;
- v prvem nadstropju so preprosta okna z okenskimi krili na levi strani, medtem ko so na desni strani ločna okna z vgrajenim okulusom;
- nad okni v prvem nadstropju je vrsta kipov na levi strani, ne pa na desni;
- predel v drugem nadstropju je sestavljen iz oken z okenskimi križi pod šiljastimi loki z deteljico, ki je slepa na levi, a preluknjana na desni.

Stara legenda pravi, da je arhitekt, ki je zasnoval stavbo, naredil samomor s skokom z vrha stolpa, ko je ugotovil asimetričnost, v resnici sta bili ti dve krili zgrajeni v različnem času in gradili so ju različni arhitekti.
Osmerokotni vogali imajo več stopenj, katerih pročelja so okrašena z loki. Zgornji stopnji imata po osem bruhalnikov, razporejenih žarkasto, nadstrešje je z balkonom. Zadnja stopnja je okronana s kamnito spiralo, okrašeno z listjem, nad njo je vetrnica.
- Kipi vojvod in vojvodinj
- Okna v drugem nadstropju desnega krila

#### Arkade
Pritličje fasade je okrašeno z arkado. So asimetrične: levo krilo ima enajst lokov (vključno s slepo arkado, ki je na vogalu), desno krilo jih ima le šest.
Ti loki v obliki oslovskega hrbta imajo obrobe, okrašene z zeljnimi listi, značilen motiv brabantskega gotskega sloga. Vsak od njih je nadvišan z vršičkom, ki je tudi okrašen z zeljnimi listi in s slepimi arkadami s trilisti.
Loke podpirajo stebri, okrašeni s kipi vitezov bruseljskih plemiških hiš.
Ti kipi stojijo na zgodovinskih konzolah, ki so pogosto zelo izrazite, med njimi dva igralca godal.
- Arkade v levem krilu
- Vitez
- Vršiček z zeljnimi listi

#### Spomin na izginule hiše
Postavitev desnega krila je leta 1444 zahtevala rušenje treh hiš, imenovanih De Scupstoel, Papenkeldere in De Moor.
Njihov spomin je ohranjen v zahodni galeriji mestne hiše.
Vsaka od treh pogrešanih hiš je simbolično predstavljena z dvema lokoma in stebrom s kapitelom, ki prikazuje ime hiše.
Izvirni kapiteli so bili shranjeni v mestnem muzeju mesta Bruselj in so jih zamenjali v 19. stoletju
- De Scupstoel
- Papenkeldere
- De Moor

#### Levje stopnišče
Galerija na levi strani hiše ima verando s stopniščem, balustrado, prevotljeno s kamnitim štirilistom in dvema stebroma s sedečim levom z reliefom svetega Mihaela, ki ubija zmaja. Leve je med obnovo izklesal G. De Groot leta 1869.
Na obeh straneh stopnic so stebri nadomeščeni z zgodovinskima konzolama, ki prikazujeta dva tragična prizora županov mesta Bruselj:
- levo, legenda o Herkenbaldu ali Archambaultu, bruseljska različica sodnika, ki je na smrtni postelji obsodil na smrt svojega nečaka zaradi posilstva;
- desno, napad na Everarda t'Serclaesa s plačanci, gospoda Gaasbeeka, po katerem so ga odpeljali v hišo z zvezdo na levi strani mestne hiše pred usmrtitvijo 31. marca 1388.

- Legenda o Herkenbaldu
- Napad na Éverarda t'Serclaesa

#### Bruhalniki
Različne fasade gotske mestne hiše (na strani Velikega trga, pa tudi na dvorišču) so okrašene z neštetimi zelo izrazitimi bruhalniki, ki prikazujejo človeška bitja, živali ali fantastična bitja.
Podobno so osmerokotni stolpi na vsakem nadstropju okrašeni z vrsto osmih bruhalnikov.
- Bruhalnik v obliki človeka
- Domišljijsko bitje
(zmajeva glava, krila in rep sirene)

### Krila klasičnega sloga
Zadnji del mestne hiše je sestavljen iz treh kril v klasičnem slogu (ali slogu Ludvika XIV.), ki je veliko strožji od gotskega dela.
Zgradili so jih med letoma 1706 in 1717, da bi nadomestili nekdanjo tržnico z blagom (Halle au Drap), ki je bila leta 1695 uničena zaradi bombardiranja. Corneille van Nerven in drugi arhitekti, ki so sodelovali pri rekonstrukciji Velikega trga, so uporabili slog Ludvika XIV. Na levi strani mestne hiše je Labodja hiša (Maison du Cygne).
Krilo vzdolž ulice Charlesa Bulsa je mešano: združuje eno od treh klasičnih kril in vrnitev gotske mestne dvorane (ki se v zadnjem delu zavije okoli vogala).

#### Notranje dvorišče
Notranje dvorišče mestne hiše ima tlak, označen z zvezdo, ki označuje geografsko središče Bruslja, podobno kot Kapitolski trg v Rimu.
Severozahodna in jugovzhodna dvoriščna fasada imata dve vrsti velikih pravokotnih oken z ravnimi lesenimi okvirji in nadstreški v obliki ogredja, visoko streho z mansardnimi okni s trikotnim pedimentom. V pritličju so velika vrata s trikotnim pedimentom z nadsvetlobo,  zaščitena z veliko stekleno streho iz 19. in 20. stoletja.
Dvorišče je okrašeno z dvema marmornima vodnjakoma, oblikovanima leta 1714, delo Johannesa Andreasa Anneessensa, s podobama rek Moze in Šelde, izdelani 1715, delo Jeana in Pierre-Denisa Dekinderja Plumierja.
- Južna fasada
- Detajl okna
- Lanterna

## Galerija
- Bruseljska mestna hiša
- Mestna hiša ponoči
- Timpanon portala
- Kipa vojvode in vojvodinje Brabanta
- Okno drugega nastropja desnega krila
- Vitez iz plemenite hiše v Bruslju